# STS-113

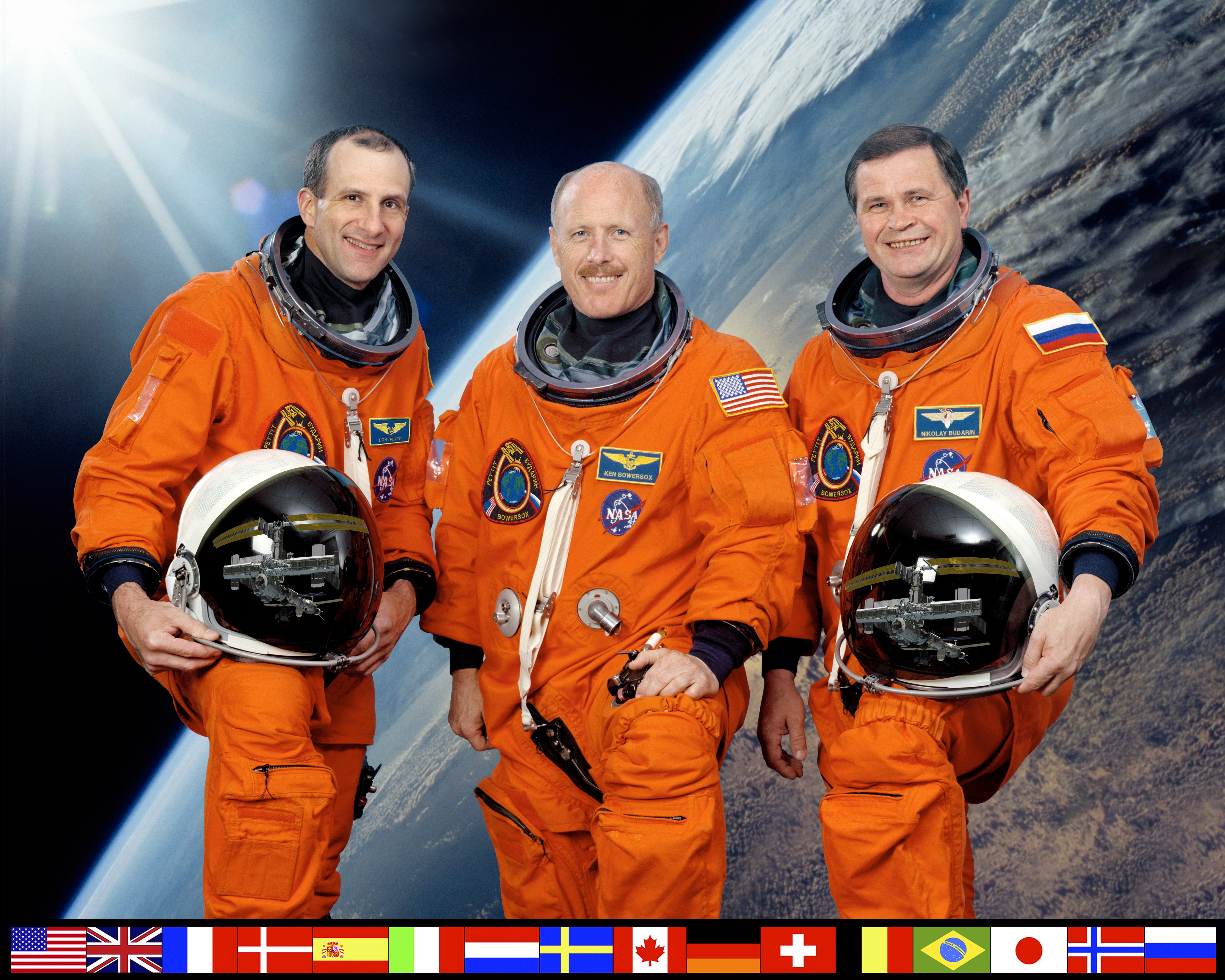
Przywieziona załoga 6 (od lewej): Donald Pettit, Kenneth Bowersox i Nikołaj Budarin

STS-113 (ang. Space Transportation System) – czternastodniowa misja wahadłowca Endeavour agencji NASA, w czasie której dokonana została wymiana załóg 5 i 6 Międzynarodowej Stacji Kosmicznej. Podczas prawie tygodnia dokowania do ISS, astronauci przeprowadzili m.in. rozładunek towarów, kilka spacerów kosmicznych.
Był to dziewiętnasty lot promu kosmicznego Endeavour i sto dwunasta misja w ramach programu lotów wahadłowców.

## Załoga
źródło
- James D. Wetherbee (6)* – dowódca
- Paul S. Lockhart (2) – pilot
- Michael E. Lopez-Alegria (3) – specjalista misji 1
- John B. Herrington (1) – specjalista misji 2

## Przywieziona załoga 6 ISS
- Kenneth D. Bowersox (5) – dowódca ISS
- Nikołaj Budarin (3) – inżynier pokładowy ISS (RKK Energia, Rosja)
- Donald R. Pettit (1) – inżynier pokładowy ISS

## Odwieziona załoga 5 ISS
- Walerij Korzun (2) – dowódca ISS (RKA)
- Peggy A. Whitson (1) – inżynier pokładowy ISS
- Siergiej Trieszczow  – inżynier pokładowy ISS (RKK Energia)

*(liczba w nawiasie oznacza liczbę lotów odbytych przez każdego z astronautów)

## Parametry misji
- Masa:
  - startowa orbitera: 116 460 kg
  - lądującego orbitera: 91 498 kg
  - ładunku: 12 477 kg
- Perygeum: 379 km[5]
- Apogeum: 397 km[5]
- Inklinacja: 51,6°[5]
- Okres orbitalny: 92,3 min[5]

## Dokowanie do ISS
- Połączenie z ISS: 25 listopada 2002, 21:59:00 UTC[1]
- Odłączenie od ISS: 2 grudnia 2002, 20:05:00 UTC[6][7]
- Łączny czas dokowania: 6 dni 22 godziny 6 minut[6]

## Spacery kosmiczne
- Michael Lopez-Alegria i John Herrington – EVA 1
  - Początek EVA 1: 26 listopada 2002 – 19:49 UTC
  - Koniec EVA 1: 27 listopada – 02:34 UTC
  - Łączny czas trwania: 6 h, 45 min
- Michael Lopez-Alegria i John Herrington – EVA 2
  - Początek EVA 2: 28 listopada 2002 – 18:36 UTC
  - Koniec EVA 2: 29 listopada – 00:46 UTC
  - Łączny czas trwania: 6 h, 10 min
- Michael Lopez-Alegria i John Herrington – EVA 3
  - Początek EVA 3: 30 listopada 2002 – 19:25 UTC
  - Koniec EVA 3: 1 grudnia – 02:25 UTC
  - Łączny czas trwania: 7 h, 00 min

## Cel misji
źródło
Szesnasty lot wahadłowca na stację kosmiczną ISS – dostarczenie segmentu P1 kratownicy ITS; powrót piątej załogi orbitalnej (przyleciała na stację w misji Endeavour STS-111 i spędziła 184 dni 22 godziny 15 minut w kosmosie), którą zastąpiła załoga szósta.